# Arrhidée (général)
Pour les articles homonymes, voir Arrhidée.
Arrhidée (en grec ancien Ἀρριδαῖoς / Arridaios) est un officier macédonien sous le règne d'Alexandre le Grand. 

## Biographie
Il est probablement le frère d'Amphimaque, satrape de Mésopotamie. Arrien laisse entendre que la mère d'Amphimaque serait Philinna, une épouse de Philippe II et mère de Philippe III Arrhidée, mais il est probable que la source d'Arrien (peut-être Douris de Samos) ait commis une confusion avec Arrhidée.
En 322 av. J.-C., Ptolémée le soudoie afin de détourner le convoi funéraire d'Alexandre qu'il doit amener en Macédoine. Après la mort de Perdiccas en 321, il reçoit de Ptolémée, avec Peithon, le commandement provisoire de l'armée macédonienne. Après le partage de Triparadisos, il reçoit la Phrygie hellespontique. Les sources ne le mentionnent plus après cela.